# Teucholabis (Teucholabis) megaphallus
Teucholabis (Teucholabis) megaphallus is een tweevleugelige uit de familie steltmuggen (Limoniidae). De soort komt voor in het Neotropisch gebied.